# Rhus lentii
Rhus lentii är en sumakväxtart som beskrevs av Albert Kellogg. Rhus lentii ingår i släktet sumaker, och familjen sumakväxter. Inga underarter finns listade i Catalogue of Life.